# Stasanor
Stasanor (en grec ancien Στασάνωρ / Stasánor) est un Compagnon d'Alexandre le Grand originaire de Soloi à Chypre. Il est désigné satrape d'Arie et de Drangiane puis de Bactriane et de Sogdiane.

## Biographie

### Sous le règne d'Alexandre
Peut-être parent de Stasandre, Stasanor est né dans le royaume de Soloi (ou Soles) à l'époque où les dix cités-États de Chypre sont des vassaux des Achéménides. Après la bataille d'Issos (333 av. J.-C.), les royaumes chypriotes font défection au profit d'Alexandre le Grand et prennent part aux conquêtes à partir du siège de Tyr. Stasanor reçoit probablement le titre de Compagnon (hétaire). Sa promotion rapide est peut-être due au fait qu'il appartienne à la maison royale de Soloi.
Sa première mention date de la campagne menée en Arie en 330 contre l'insurrection du satrape, Arsamès, déclenchée sous l'impulsion de Bessos. En compagnie de Phrataphernès, le satrape d'Hyrcanie et de Parthie, Stasanor accomplit sa mission avec succès en livrant Arsamès (et Baranès le satrape de Parthie désigné par Bessos) à Alexandre à l'automne 328.
En récompense de ses hauts faits, Stasanor reçoit la satrapie d'Arie, puis celle de Drangiane en remplacement. Lors du retour d'Inde du souverain, il lui vient en aide en avançant en Carmanie à la tête d'un convoi de chameaux et d'autres bêtes de somme.

### Durant les guerres des Diadoques
À l'issue des accords de Babylone conclus à la mort d'Alexandre en 323 av. J.-C., Stasanor est confirmé à la tête de la Drangiane et de l'Arie ; les accords de Triparadisos de 321 lui octroient un gouvernement plus important : la Bactriane et la Sogdiane. Il semble avoir penché en faveur d'Eumène de Cardia dans le conflit contre Antigone le Borgne, mais sans véritablement s'engager. Sa prudence est récompensée par ce dernier qui en 316 le maintient à la tête de sa province, où il mène une politique juste et modérée envers la population qui lui permet de s'établir fermement. Son nom disparaît ensuite de l'histoire. Néanmoins vers 305, Séleucos fait la conquête de la Bactriane et élimine soit Stasanor, soit son éventuel successeur.
Il est un contemporain et un compatriote de Cléarque de Soles, un philosophe péripatéticien, apparemment impliqué dans la fondation de la cité d'Alexandrie de l'Oxus (actuelle Aï Khanoum en Afghanistan).

## Sources antiques
- Arrien, Anabase [lire en ligne].
- Diodore de Sicile, Bibliothèque historique [détail des éditions] [lire en ligne], XVIII, XIX.
- Justin, Abrégé des Histoires philippiques de Trogue Pompée [détail des éditions] [lire en ligne].